# Танто (Хього)
Вижте пояснителната страница за други значения на Танто.
Танто (на японски: 但東町, Tantō-chō) е бил град разположен в район Изуши, префектура Хього, Япония. На 1 април 2005 г. градът се слива с още 4 града, за да се разшири град Тойока, и вече не съществува като отделен град.
През 2003 г. Танто е имал население 5522 души с гъстота 34,09 души на km2. Общата му площ е била 161,96 km2.